# Skenderija (kompleks sportowo-widowiskowo-usługowy)

Skenderija w Sarajewie

Skenderija – hala sportowo-widowiskowa oraz centrum kulturalno-usługowe zlokalizowane w centrum stolicy Bośni i Hercegowiny Sarajewie w dzielnicy o tej samej nazwie.
Obiekt otwarto 29 listopada 1969 roku. Oprócz centrum sportowego i kulturalnego znajdowały się tutaj punkty handlowe oraz restauracje. Cały budynek wraz z przyległymi terenami liczy 70 000 metrów kwadratowych. Skenderija została zmodernizowana po przyznaniu w 1977 roku Sarajewu praw do goszczenia w 1984 roku zimowych igrzysk olimpijskich. Podczas igrzysk w hali rywalizowano w łyżwiarstwie figurowym oraz rozegrano mecze turnieju hokeja na lodzie. W Skenderiji  oficjalnie ogłaszano zwycięzców zawodów olimpijskich i tutaj odbywała się dekoracja medalistów.
W 1992 rozpoczęło się oblężenie Sarajewa, podczas którego obiekt uległ zniszczeniu (został spalony). Po wojnie hala została odbudowana w latach 2000–2006. W lutym 2012 roku pod naporem śniegu zawalił się dach obiektu.